# Gallium(III)hydroxide
Gallium(III)hydroxide is een anorganische verbinding van gallium, met als brutoformule Ga(OH)3. Het komt voor in de aardkorst en is de belangrijkste bron van gallium. Het komt ook voor als het zeldzame mineraal söhngeite, dat enkel in Namibië wordt aangetroffen.

## Eigenschappen en reacties
Gallium(III)hydroxide is een amfoteer hydroxide. In sterk zuur milieu wordt het Ga3+-ion gevormd; in sterk basisch milieu wordt Ga(OH)4− gevormd. Zouten van Ga(OH)4− worden weleens gallaten genoemd. Dit mag echter niet verward worden met zouten en esters van galluszuur, die eveneens gallaten worden genoemd (zoals propylgallaat).
Bij verhitting boven 500 °C ontleedt gallium(III)hydroxide tot gallium(III)oxide:
{\displaystyle \mathrm {2\ Ga(OH)_{3}\ \longrightarrow \ Ga_{2}O_{3}\ +\ 3\ H_{2}O} }